# U 3520
U 3520 war ein U-Boot des Types XXI der deutschen Kriegsmarine im Zweiten Weltkrieg.

## Bau und Indienststellung
Der Bauauftrag für U 3520 wurde am 6. Juli 1943 der Schichau-Werft in Danzig erteilt. Das Boot gehörte zur Serie U 3501-U 3557 und erhielt die Baunummer 1665. Die Kiellegung erfolgte am 20. September 1944 und der Stapellauf am 23. November desselben Jahres. Das Boot wurde am 12. Januar 1945 unter dem Befehl von Kapitänleutnant Sarto Ballert in Dienst gestellt und wurde der 8. U-Flottille in Danzig unterstellt.

## Verbleib
U 3520 lief am 31. Januar 1945 um 02.45 in der Kieler Bucht nördlich von Eckernförde in ein britisches, aus der Luft verlegtes Minenfeld und wurde durch eine der Minen versenkt. An Bord befanden sich zusätzlich zu der 59 Mann starken Besatzung 21 Mann des noch nicht in Dienst gestellten U 3536 sowie sechs Mann der 7. Kriegsschiffbaubelehrabteilung, acht Mann der 8. U-Flottille sowie jeweils ein Mann von U 3517, U 3529 und U 3535. Es gab keine Überlebenden.
Das Wrack wurde im Jahr 1956 gehoben und abgewrackt.